# Битка код Бајруда
Битка код Бајруда вођена је између Сасанида и Рашидунског калифата 643/4. Пре него што се одиграла битка, група присталица Сасанида се окупила  око извесног Пируза, који се побунио против Рашидуна. Они су, међутим, поражени код Бајруда 643/4.